# 단난정
단난정(山南町)은 중부에 존재했던 정이며 다키군에 속했다.
사사야마구치역이나 단난사아야마구치 나들목을 안고, 구시노야마정에의 현관문으로서 기능하고 있었다. 또 한신간이나 오사카에의 액세스도 좋기 때문에 1990년대는 인접의 자치체가 인구감소에 고민하고 있던 한편, 단난정은 뉴타운의 개발에 의해 인구를 크게 증가시켜 왔다.합병 전 10년 동안 인구가 대략 4천 명 정도 증가했다,
1999년 4월 1일 - 사사야마정, 곤다정, 니시키정의 3정과 합병해 사사야마시가 되었기 때문에 소멸했다.

## 역사
가마쿠라 시대부터 무로마치 시대 후기까지, 현지의 지두였던 사카이 씨가 지배하고 있었다.사카이 씨는 아케치 미쓰히데의 단바 평정에서 싸웠고, 그 후 몰락했다.
- 1955년 4월 15일 - 아지마촌, 조난촌, 후루이치촌, 오야마촌이 합병해 성립하였다.
- 1999년 4월 1일 - 곤다정, 니시키정, 사사야마정과 합병해 사사야마시가 성립하였다. 동일 단난정은 폐지되었다.

## 교통

### 철도
- 서일본 여객철도 후쿠치야마 선

### 도로
- 마이즈루-와카사 자동차도(일본어판)
- 국도 제176호선 (일본)(일본어판)
- 국도 제372호선 (일본)(일본어판)